# Коханець леді Чаттерлей (фільм, 2022)
«Коханець леді Чаттерлей» — романтична драма 2022 року режисерки Лори де Клермон-Тоннер за сценарієм Девіда Мегі за мотивами однойменного роману Д. Г. Лоуренса. У фільмі зіграли Емма Коррін і Джек О'Коннелл.
«Коханець леді Чаттерлей» вийшов у прокат у деяких кінотеатрах 25 листопада 2022 року, а Netflix випустив у потоковому режимі 2 грудня 2022 року.

## Сюжет
Вийшовши заміж за баронета Кліффорда Чаттерлі, Констанс «Конні» Рід переїжджає з Лондона до вражаючого маєтку Чаттерлей у Регбі. Вони одружуються, а наступного дня Кліффорд повертається на фронт — у розпалі Перша світова війна. Через кілька тижнів Кліффорд повертається додому, паралізований від попереку вниз, що призводить до того, що він потребує постійного догляду. Конні робить усе можливе, але з часом його вада, а також його безсилля та відсутність прихильності до неї починають виснажувати її.
Оскільки Кліффорд хоче мати спадкоємця, він пропонує Конні завести роман лише для того, щоб вона завагітлніла. Коли її відвідує її сестра Гільда, вона помічає виснаження Конні та наймає місіс Болтон доглядати за Кліффордом. Одного дня після того, як її відправляють перевірити курчат фазанів у будиночку навколишніх лісових угідь, Конні зустрічає Олівера Меллорза, відлюдькуватого лісника нижчого класу, який також повернувся з війни та дізнався, що його покинула дружина. Між ними миттєво виникає зв'язок, який незабаром переходить у пристрасний секс. Використовуючи курчат і довгі прогулянки як виправдання, Конні все частіше відвідує мисливський будиночок. Приголомшена дивовижною ніжністю Олівера, разом із ним вона заводить палкий любовний роман.
Помітивши ознаки ранньої вагітності, Конні пропонує Гільді поїхати до Венеції, щоб завести удаваний роман, у той час як містом починає ширитись чутка про те, що вони з Кліффордом активно намагаються зачати. Олівер розлючений від думки, що Конні використала його задля того, аби мати дитину, але вона каже йому, що хоче лише його. Гільда прибуває, щоб забрати Конні в поїздку і дізнається про Олівера. Вона розчарована, але йде, щоб дозволити Конні провести з ним ніч. Новий співмешканець колишньої дружини Олівера Нед приходить до будиночка, вимагаючи частину його військової пенсії, оскільки вони ще не розлучилися, і помічає ознаки перебування Конні в оселі.
Нед поширює чутки про Олівера та Конні. Дізнавшись про це, Кліффорд звільняє Олівера саме тоді, коли Конні збирається їхати до Венеції. Пара обіцяє возз'єднатися, коли зможе, і вона повертається до маєтку, щоб протистояти Кліффорду, пояснюючи його відсутність прихильності до неї як причину, що їх віддалила. Конні розповідає, що закохана в Олівера і носить його дитину; Кліффорд заявляє, що ніколи не дасть їй розлучення. Коли Конні їде з Лондона до Венеції, місіс Болтон обіцяє передати Оліверу, що та шукає його.
Місцевістю блискавично починає ширитись новина про те, що жінка відмовилася від свого титулу та багатства заради єгеря, бо кохає його. Після кількох місяців у Венеції Конні втомлюється від її провінційності та повертається до Англії. До Конні приходить лист від Олівера, який за той час устиг знайти інший будинок і добре оплачувану роботу, і закликає її приєднатися до нього в Шотландії. Вона проїжджає майже 800 км, щоб знайти його та жити простим життям у сільській місцевості.

## У ролях
- Емма Коррін — Констанс «Конні» Рід, леді Чаттерлей
- Джек О'Коннелл — Олівер Меллорз[2]
- Метью Дакетт — сер Кліффорд Чаттерлей
- Джоелі Річардсон — місіс Болтон[3]
- Елла Хант — місіс Флінт
- Фей Марсі — Гільда

Джоелі Річардсон сама зіграла роль леді Чаттерлі у телесеріалі BBC 1993 року «Леді Чаттерлі».

## Зйомки
Майже всі сцени фільму були зняті в маєтку та на території садиби Бринкіналт у Чирку, Північний Вельс, на початку 2022 року.

## Відгуки
На вебсайті агрегатора рецензій Rotten Tomatoes 87 % із 85 відгуків критиків є позитивними із середньою оцінкою 7/10. Консенсус вебсайту говорить: «Мабуть, найкраща екранізація цієї часто адаптованої історії, „Коханець леді Чаттерлі“ виділяється гарною акторською грою та по-новому відкритим трактуванням зрілих тем історії». Вебсайт Metacritic, який використовує середньостатистичне значення, поставив фільму 67 балів зі 100 на основі 26 критиків, вказавши «загалом схвальні відгуки».